# Peter Petersson
Den här artikeln behandlar industrimannen Peter Petersson, för riksdagsmannen i andra kammaren, med samma namn, se Peter Petersson (politiker).
Peter Petersson, född 26 januari 1840 i Östra Karup, Halland, död 29 augusti 1908 i Nacka, var en svensk järnvägs- och industriman.
Petersson avlade 1857 kameralexamen i Lund och 1868 avgångsexamen från Högre artilleriläroverket på Marieberg samt blev 1865 löjtnant vid Väg- och vattenbyggnadskåren, som han 1894 lämnade med majors avsked. Åren 1863-70 tjänstgjorde han vid Statens järnvägsbyggnader, hade 1870-73 anställning i Argentina, bland annat som chefsingenjör vid Córdoba-Tucumánjärnvägen, var 1874-77 disponent vid Bjuvs stenkolsverk, 1877-83 dels byggnadschef, dels verkställande direktör vid enskilda järnvägar samt 1883–1908 disponent vid Surahammars Bruks AB. Petersson var 1897–1901 vice ordförande i Västmanlands läns hushållningssällskap, 1899–1908 ordförande i samma läns landsting och 1904-06 länets representant i första kammaren.